# Chuck Grillo
Chuck Grillo (* 24. Juli 1939 in Hibbing, Minnesota) ist ein US-amerikanischer Eishockey-Scout und ehemaliger General Manager des NHL-Franchise der San Jose Sharks. Zurzeit befindet er sich im Scouting-Team der Pittsburgh Penguins.

## Karriere
Grillo begann bereits im Jahr 1980 als Scout in der National Hockey League (NHL). Acht Jahre lang bis 1988 arbeitete er im Scouting-System der New York Rangers. Danach ging er  zu den Minnesota North Stars, ehe er zur Saison 1991/92 von den San Jose Sharks unter Vertrag genommen wurde. Nachdem der erste General Manager des Franchise, Jack Ferreira, bereits nach der ersten Saison aus seinem Amt entlassen wurde, übernahm Grillo, gemeinsam mit dem damaligen Trainer George Kingston und Dean Lombardi das Management des Teams. Grillo blieb bis Ende der Saison 1996/97 mit Lombardi im Amt, nachdem Kingston bereits nach der Saison 1992/93 das Franchise verlassen hatte. Grillo war somit auch für die Verpflichtung des späteren Calder-Memorial-Trophy-Gewinner Evgeni Nabokov verantwortlich. Nach seiner Zeit bei den Sharks wechselte er ins Scouting-Team der Pittsburgh Penguins, wo er zur Saison 2006/07 in seine sechste Saison ging. Unter anderem war er dort für die Auswahl von Sidney Crosby, Evgeni Malkin, Jordan Staal, Marc-André Fleury und Ryan Whitney in diversen Entry Drafts verantwortlich.
Zudem gründete und betreut Grillo zusammen mit seiner Frau Clairene die Minnesota Hockey Camps, ein überaus erfolgreiches Nachwuchsprogramm für US-amerikanische Eishockeyspieler.